# 8634-es mellékút (Magyarország)
A 8634-es számú mellékút egy bő 7,5 kilométer hosszú, négy számjegyű országos közút Vas vármegye területén; Bük városát köti össze a 84-es főút sajtoskáli szakaszával.

## Nyomvonala
A 84-es főútból ágazik ki, annak a 82+550-es kilométerszelvénye közelében, Sajtoskál és Nemesládony határvonala közelében, de teljesen az előbbi területén. Délnyugat felé indul, és mintegy 250 méter után eléri Sajtoskál belterületének északi szélét. Néhány lépéssel ezután keresztezi a Metőc-patakot, majd beletorkollik délkelet felől a 86 127-es számú mellékút, ez tekinthető a község főutcájának. Belterületi szakaszán a Bükfürdői utca nevet viseli és végig délnyugatnak húzódik, amikor viszont elhagyja a falu utolsó házát is nyugati irányt vesz.
2,2 kilométer után Bő határai közé ér, de lakott helyeket ott nem érint; a 3. kilométerétől Lócson folytatódik, de ott is csak külterületek közt halad; e település központjába a 8644-es út vezet, amely a 3+350-es kilométerszelvénye táján ágazik ki az útból. A 4. kilométerétől újból bői területen húzódik, ott keresztezi a 8633-es utat is, a 4+350-es kilométerszelvénye táján. 5,6 kilométer után éri el Bük határszélét, majd a 6. kilométere táján elhalad Bükfürdő településrész mellett, annak délkeleti szélén. Bük keleti szélétől nem messze, de külterületen ér véget, beletorkollva a 8614-es útba, annak a 26+600-as kilométerszelvénye közelében.
Teljes hossza, az országos közutak térképes nyilvántartását szolgáló kira.gov.hu adatbázisa szerint 7,638 kilométer.

## Települések az út mentén
- Sajtoskál
- (Lócs)
- (Bő)
- Bük

## Képgaléria

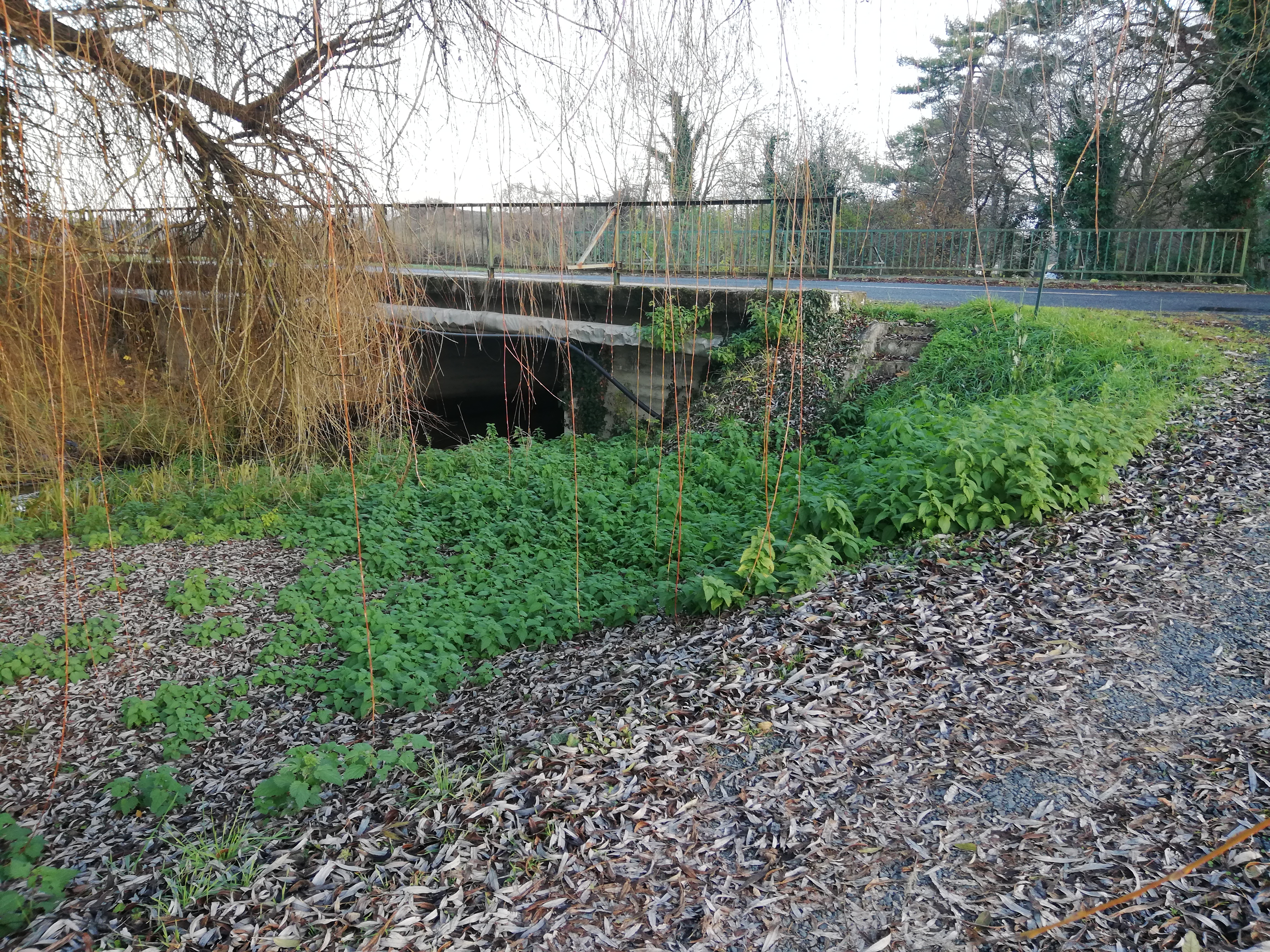
Hídja a Metőc-patak fölött Sajtoskálnál
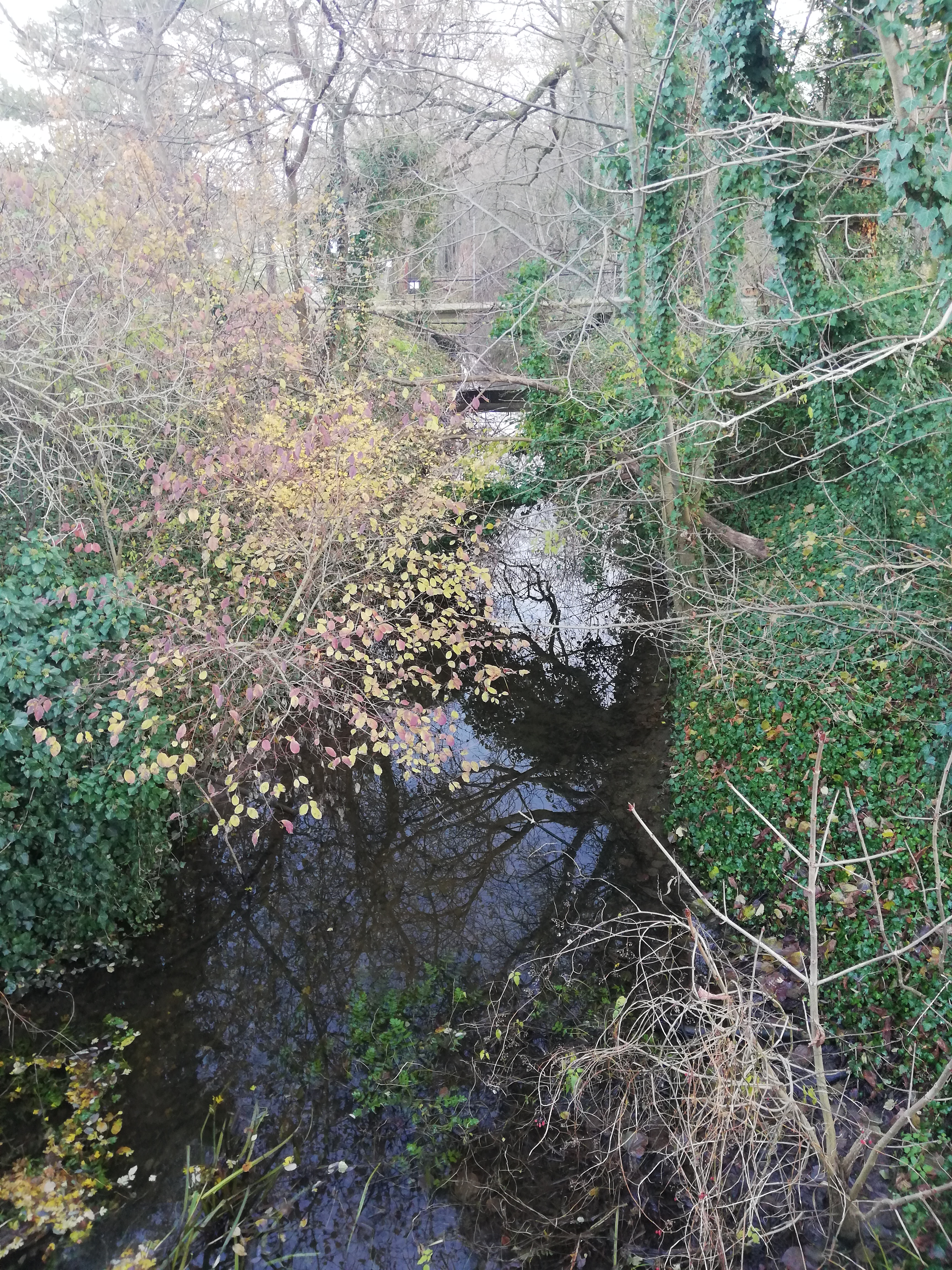
A patak a hídtól délkelet nézve
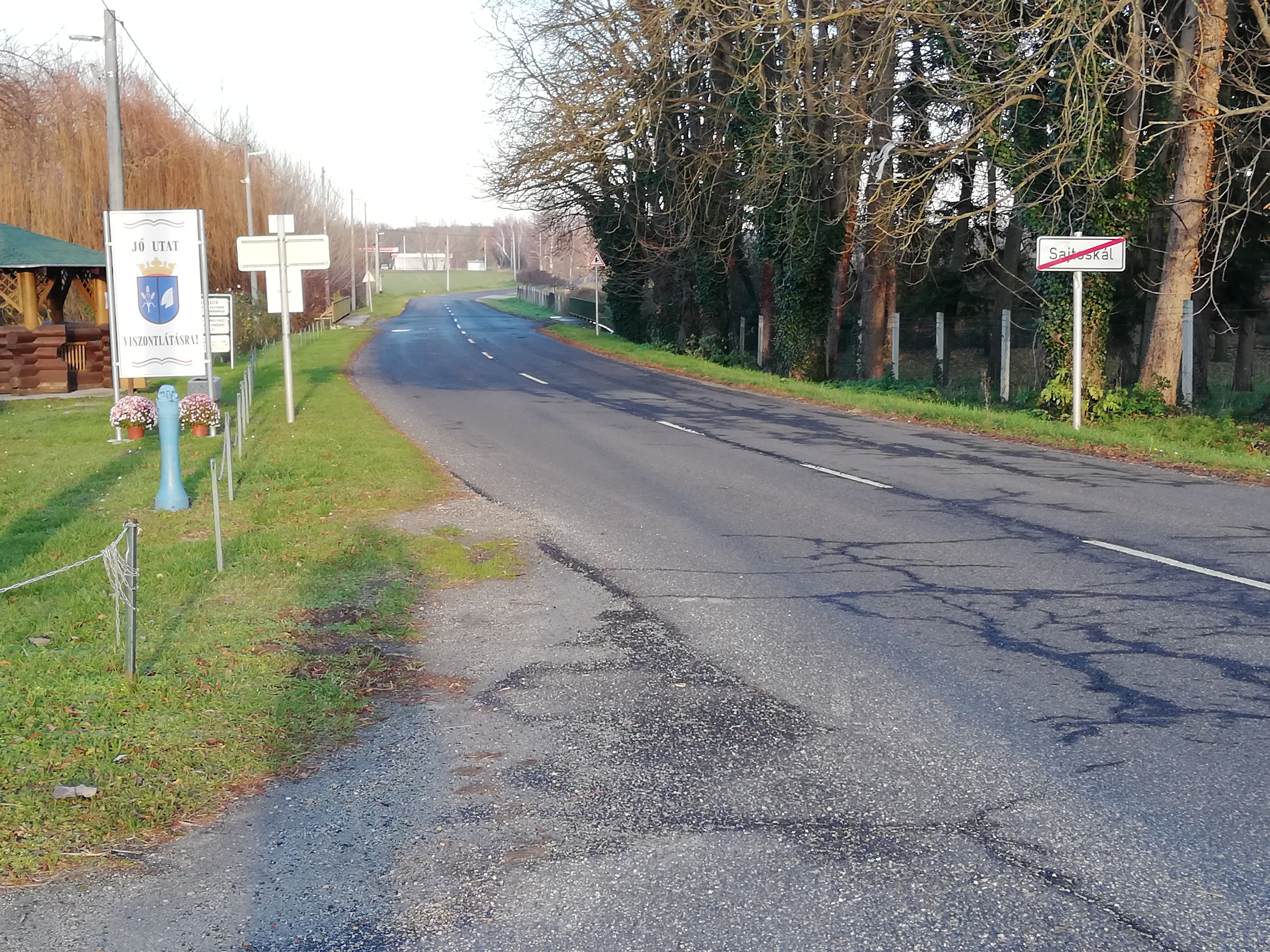
Sajtoskál határában, a 84-es főút felé nézve
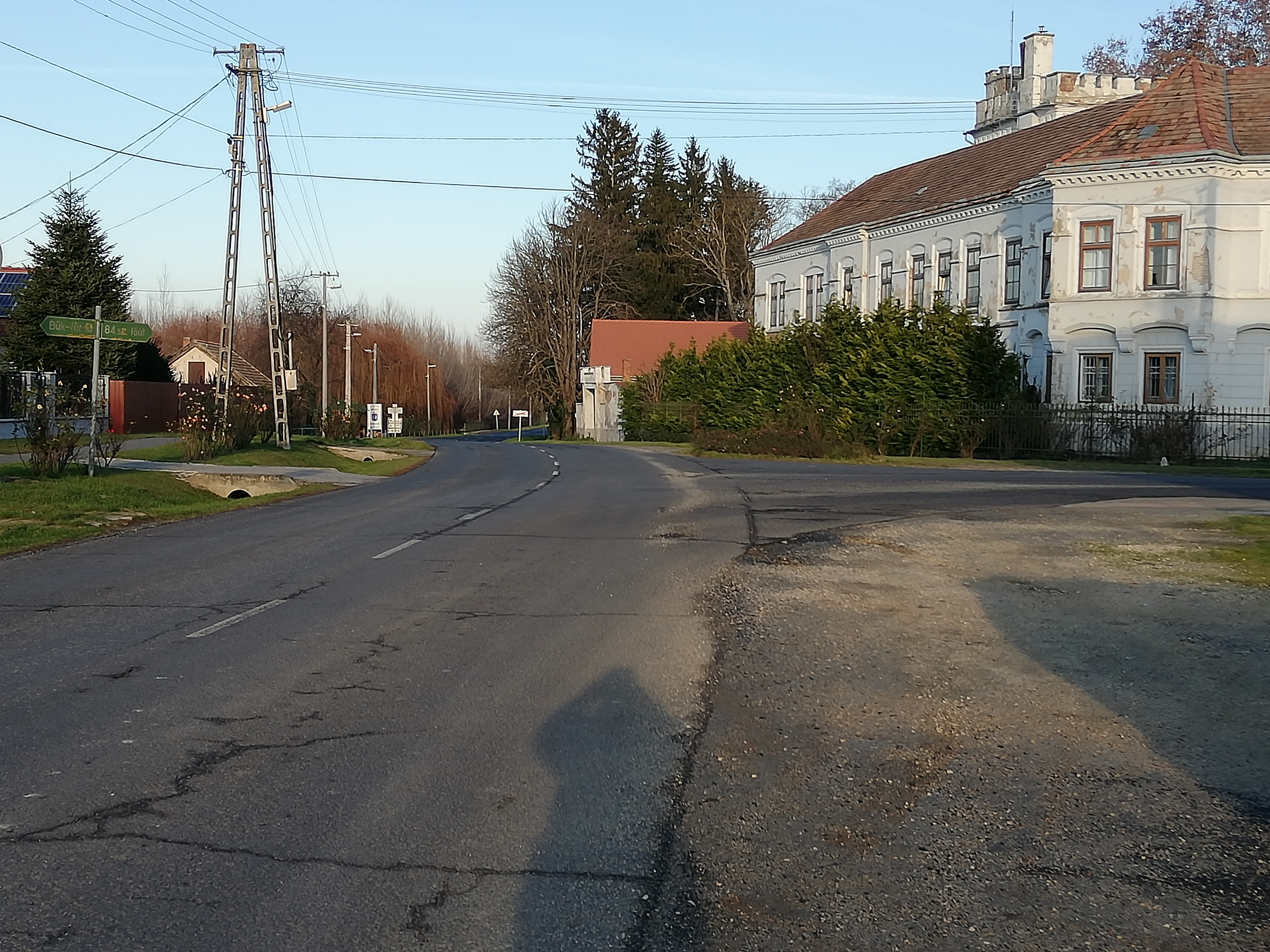
Sajtoskál központjának északi részén
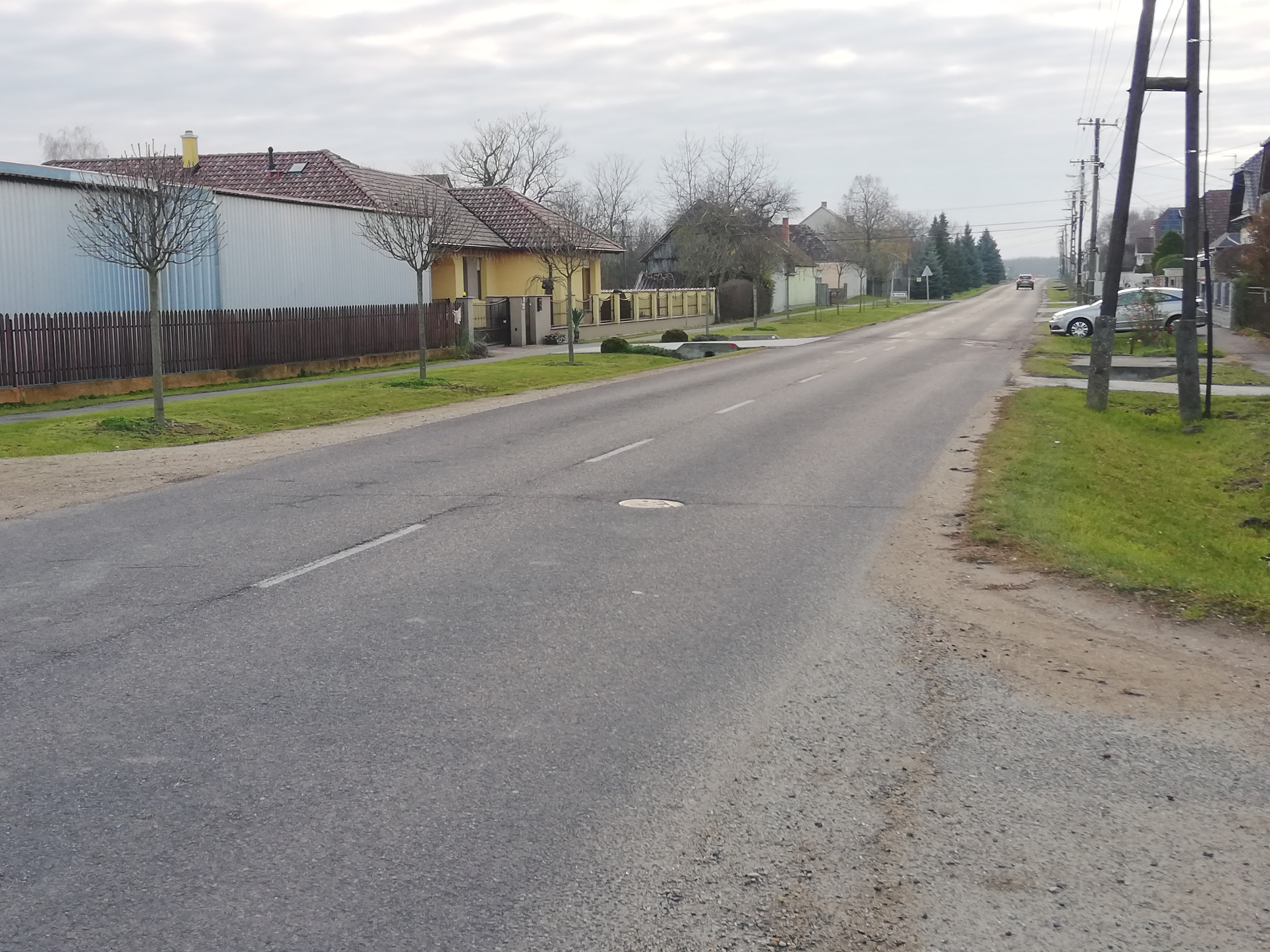
Sajtoskálon, délnyugat felé nézve
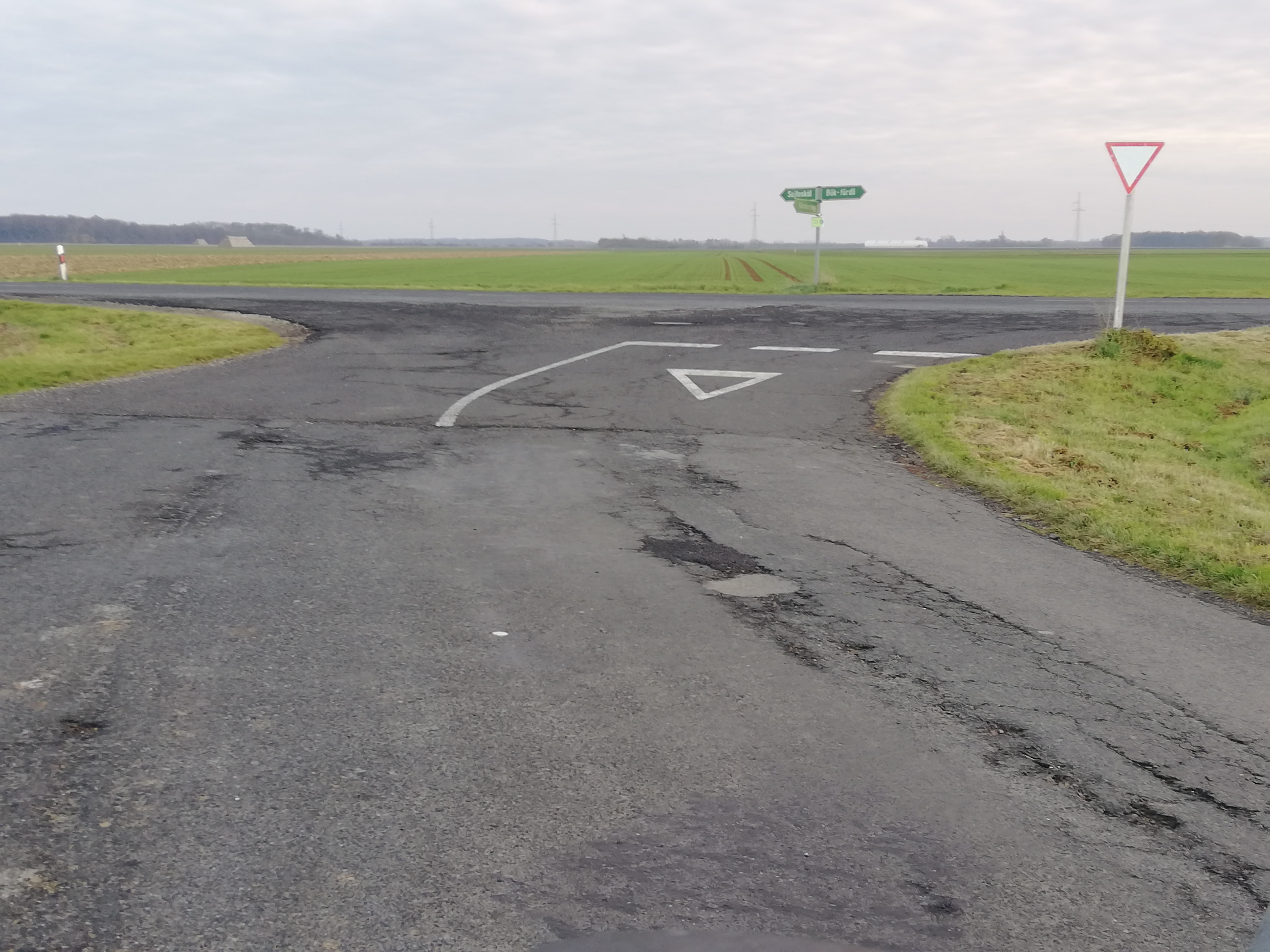
A 8644-es út kezdőpontja Lócs felől nézve